# Zhijin
Zhijin är ett härad i Guizhou-provinsen i sydvästra Kina. Före 1914 hette orten Pingyuan (平远).
1. ↑  http://www.geohive.com/cntry/cn-52.aspx